# Ubuntu Tweak
Ubuntu Tweak — первая программа-твикер для ОС Ubuntu.

## Возможности
Программа обладает следующим набором функций:
- Показ основной системной информации (дистрибутив[прояснить], ядро, процессор, память и т. д.).
- Управление сеансами GNOME и автозапуском программ.
- Быстрая установка популярных приложений.
- Множество сторонних источников для обновления приложений.
- Удаление ненужных пакетов или очистка кэша для освобождения дискового пространства.
- Показ/скрытие и изменение заставки (Splash screen).
- Показ/скрытие и изменение иконок рабочего стола или Mounted Volumes.
- Показ/скрытие/переименование иконок «Компьютер», «Домашний каталог», «Корзина» или «Сеть».
- Тонкая настройка стиля и поведения оконного менеджера Metacity.
- Настройка Compiz Fusion, углов экрана, оконных эффектов, эффектов меню.
- Установка клавиатурных сокращений для быстрого доступа к любимым приложениям.
- Настройка Панели GNOME, Nautilus, Advanced Power Management и системной безопасности.